# ادوینس باردا
ادوینس باردا (لتونیایی: Edvīns Bārda; ۶ آوریل ۱۹۰۰ – ۲۸ سپتامبر ۱۹۴۷) بازیکن فوتبال اهل لتونی بود.
از باشگاه‌هایی که در آن بازی کرده‌است می‌توان به اشاره کرد.